# Cappa a flusso laminare

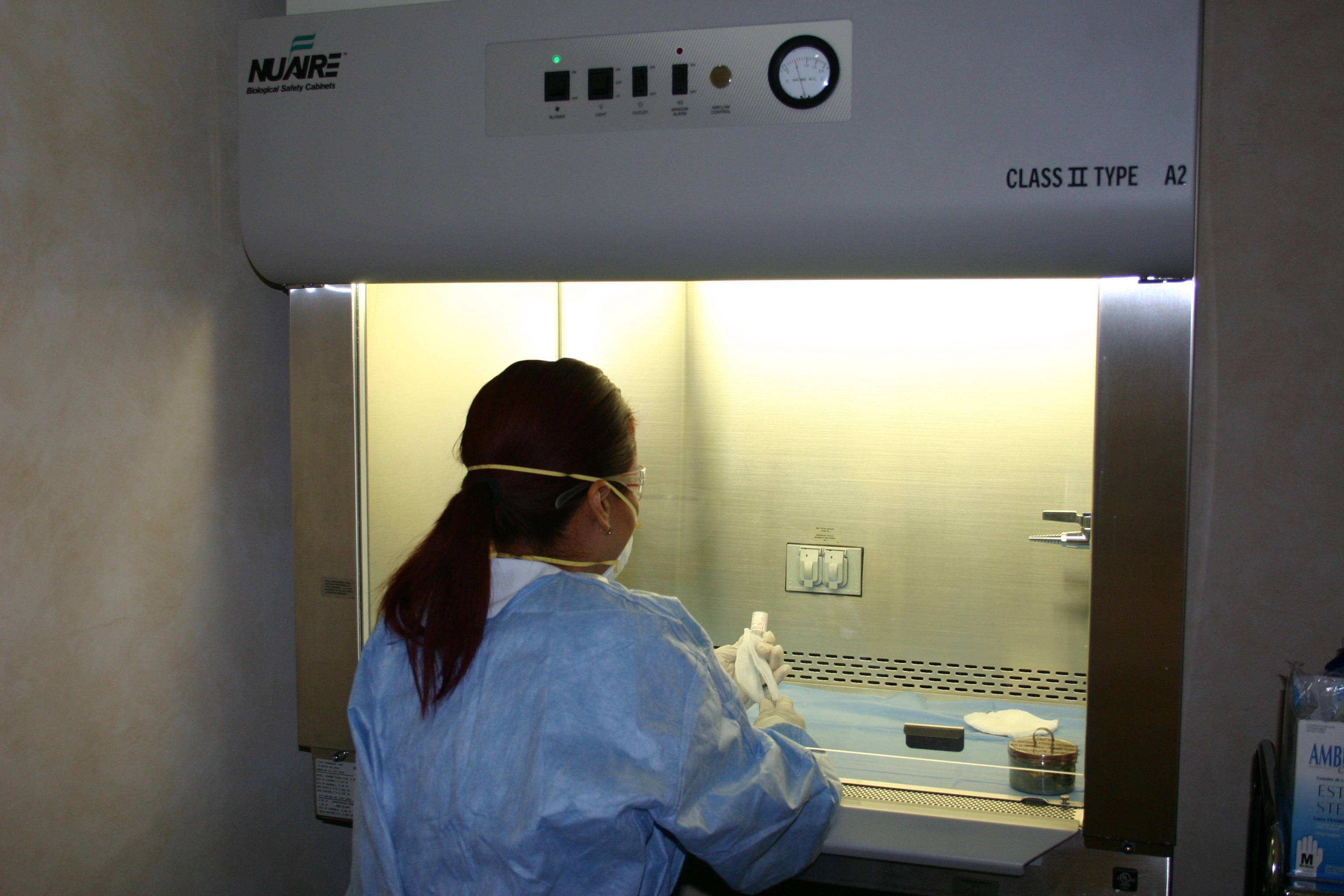
Operatrice al lavoro in una cappa a flusso laminare (cappa di classe II).

La cappa a flusso laminare è una cappa utilizzata in ambito biologico per la protezione dell'operatore e dell'ambiente circostante da parte di agenti biologici (generalmente microrganismi patogeni); inoltre, la cappa a flusso laminare elimina la possibilità di contaminazioni crociate, consentendo un lavoro in condizioni di sterilità. La sterilizzazione dell'aria all'interno della cappa viene realizzata forzandone il passaggio attraverso filtri HEPA (High Efficiency Particulate Air): tali filtri sono realizzati in micro fibra di vetro che garantiscono aria "pura" al 100% (come prefissato dalla normativa della Legge 626).
In pratica il flusso laminare riguarda l'aria sterile che passa attraverso un filtro HEPA e permette all'operatore di manipolare in maniera corretta il prodotto. Occorre però anche che l'operatore stesso sia formato adeguatamente e abbia le competenze giuste per scongiurare contaminazioni inavvertite. Il percorso del flusso laminare verticale dell'aria dall'alto verso il basso termina su un piano di lavoro che può essere sia liscio che forato. In uno e nell'altro caso l'aria si diffonde in maniera differente all'interno della cappa, prima di arrivare ad apposite griglie di ripresa. Nel caso di un piano di lavoro liscio l'aria si diffonde in modo che non resti sterile e starà unicamente all'operatore evitare ogni forma di contaminazione.
Di primaria importanza è la manutenzione della cappa a flusso laminare e la normativa impone almeno due visite di manutenzione ordinaria all’anno. La conta particellare effettuata di volta in volta confermerà o meno la classe di appartenenza della cappa. Tendenzialmente la tipologia e la frequenza della manutenzione varia in base ad alcuni fattori come la frequenza di utilizzo della cabina, le attività svolte, il corretto sfruttamento, la pulizia dell’ambiente di lavoro, l’usura degli apparati meccanici, l’intasamento dei filtri, la tossicità delle sostanze utilizzate e la loro natura e il luogo di installazione della cappa.

## Cappe a flusso laminare verticale
Generalmente, le cappe a flusso laminare verticale sono dotate di tre filtri HEPA: un motoventilatore superiore spinge l'aria attraverso un filtro principale da cui emerge un flusso laminare che investe il piano di lavoro. L'aria oltrepassa il piano di lavoro (di acciaio forato) e viene aspirata da un motoventilatore inferiore; l'aria viene spinta attraverso un secondo filtro nello spazio sovrastante il filtro principale. Il 30% dell'aria viene restituita all'esterno (previa filtrazione attraverso un terzo filtro). Le cappe hanno uno schermo di vetro il quale è adottato per una maggior sicurezza dell'operatore.
Solitamente, prima di cominciare a lavorare bisogna accendere per 20 minuti la cappa e contemporaneamente una lampada germicida a raggi UV-C (tale operazione va ripetuta anche alla fine dell'operazione di lavoro).

## Classificazione cappe biologiche a flusso laminare
Le cappe di laboratorio biologico si dividono in:
- Cappa di classe I
- Cappa di classe II
- Cappa di classe III

### Cappa di classe I
La cappa di prima classe è una cappa la cui funzione è quella di proteggere l'operatore, ma non il campione su cui sta lavorando. L'aria non è filtrata in entrata, con conseguente possibile contaminazione crociata da parte dell'ambiente e dei materiali non sterili, ma è filtrata in uscita tramite filtri HEPA. Tali filtri sono disposti in cima alla cappa: essi sono definiti filtri assoluti e filtrano il 99,999% delle particelle fino a 0,3 micron contenute nel flusso dell'aria.

Tali cappe sono adottate per la manipolazione di microrganismi di gruppo I-II, esclusi i patogeni.

### Cappa di classe II
La cappa di seconda classe è una cappa la cui funzione è quella di proteggere sia l'operatore, sia il campione, garantendo condizioni di assoluta sterilità.
 
Tale cappa è formata da un piano di acciaio inossidabile forato, che permette l'entrata dell'aria preventivamente filtrata attraverso un sistema di 2 filtri HEPA, posti a distanza ravvicinata. Da tale cappa esce verso l'esterno il 30% dell'aria, mentre il restante 70% rimane nella cappa: la funzione della parziale fuoriuscita dell'aria è di creare una depressione che la richiama all'interno, in modo da instaurare un flusso continuo. L'aria entra all'interno della cappa con un flusso verticale, in modo che i microrganismi non fuoriescano dall'ambiente di lavoro e non contaminino l'operatore (nel caso di microrganismi patogeni).
Tale cappa è indicata per la manipolazione di microrganismi di gruppo II e di gruppo III.

### Cappa di classe III
La cappa di classe terza è una cappa la cui funzione è quella di isolare completamente l'operatore dal campione che manipola e non esporlo a rischi di contagio con virus patogeni di gruppo IV.

Tale cappa è completamente chiusa ed ermetica: l'operatore manipola gli agenti biologici tramite guanti fissi che lo isolano completamente. Le cappe di classe III filtrano l'aria sia in entrata che in uscita, tramite 4 filtri HEPA: l'aria in entrata è sterilizzata tramite un filtro posto sul retro. L'aria in uscita è sterile grazie al passaggio attraverso 2 filtri HEPA, assicurando all'ambiente interno una pressione negativa.
Tali cappe sono adottate in laboratori in cui si manipolano agenti biologici di gruppo IV (come ebola e marburg).

## Cappe a flusso laminare orizzontale

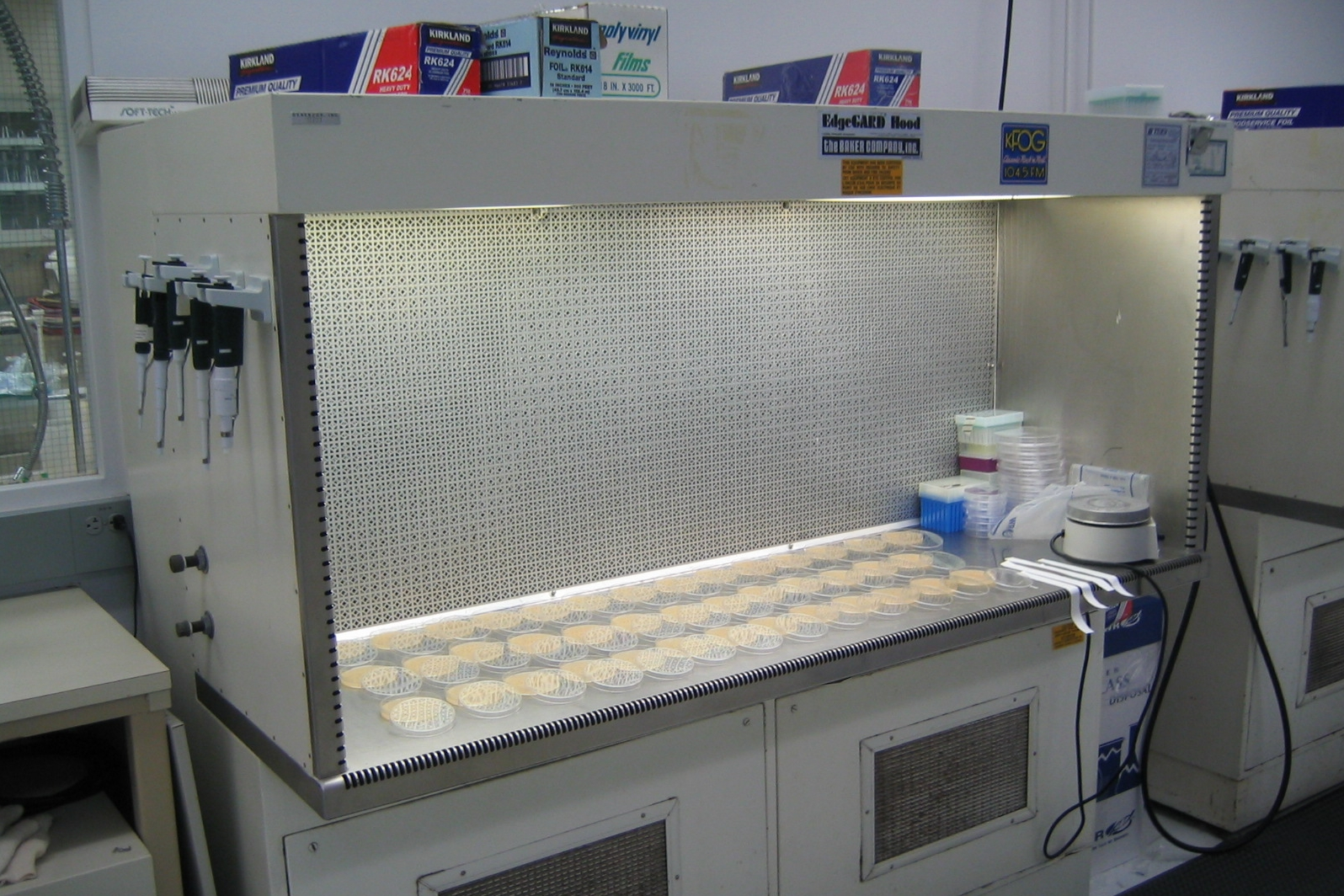
Cappa a flusso laminare orizzontale utilizzata per far solidificare terreni di coltura in capsule di Petri in condizioni di sterilità.

Questo tipo di cappe servono solo ad evitare contaminazioni del campione e a mantenere un ambiente sterile all'interno della cappa stessa, mentre non garantiscono alcuna protezione all'operatore, in quanto viene investito direttamente dal flusso di aria (potenzialmente contaminata) in uscita. Pertanto non si tratta di cappe di sicurezza biologica, in quanto rischiose per l'operatore e l'ambiente.
Sono meno costose rispetto alle cappe a flusso verticale e vengono utilizzate in attività di laboratorio dove il rischio per l'operatore è limitato, ad esempio nella preparazione di tessuti vegetali per micropropagazione.